# جون دبليو. براون
جون دبليو. براون (بالإنجليزية: John W. Brown)‏ هو قاضي ومحامي وسياسي أمريكي، ولد في 11 أكتوبر 1796 في دندي في المملكة المتحدة، وتوفي في 6 سبتمبر 1875 في نيوبورغ في الولايات المتحدة. حزبياً، نشط في الحزب الديمقراطي. وقد انتخب عضو مجلس النواب الأمريكي.